# Ragbi klub Zagreb
Ragbi klub Zagreb je ragbijski klub iz Zagreba. Klub je osnovan 1955. godine pod imenom Trgovački. Klupsko sjedište je u Kranjčevićevoj ul. 4 u Zagrebu. Klupska boja je plava. Teren i prostorije kluba se nalaze na Rudešu, Sošička bb, Rudeš.

## Klupski uspjesi
- državni prvaci: 1974/75., 1975/76., 1976/77., 1977/78., 1979/80., 1980/81., 1993/94., 2000/01.

- - doprvaci: 1981.

- osvajači kupa: 1974., 1980., 1981.,  1996., 2002., 2003.
- ženski 2020.
- doprvaci kupa: 2005., 2007., 2008.

- pobjednici Interlige: 2005/06.

## Dresovi
Bijele majce ( s malo plavog i sponzorima )
bijele hlačice
Plave štucne

## Vanjske poveznice
- Službene stranice
- Igor Capan: Pomoć koja bi mogla odmoći: Ragbi u Zagrebu mogao bi i (ne)stati  Arhivirana inačica izvorne stranice od 22. svibnja 2018. (Wayback Machine), Zagrebački list, 24. lipnja 2017.